# Dracopelta zbyszewskii
Dracopelta zbyszewskii (Dracopelta, llat. draco "dragó" + gr. pelte "escut"= "escut dragó") és un gènere representat per una única espècie de dinosaure tireòfor ancilosàurid, que va viure a la fi del període Juràssic, en el Kimeridgià, fa aproximadament 152 milions d'anys. Trobat a Portugal, va ser descrit per Peter Galton en 1980 a la localitat de Ribamar, en sediments del Juràssic superior, en el Kimeridgià. No obstant això hi ha dues localitats properes amb aquest mateix nom a la regió d'Estremadura de Portugal. Una, prop de Mafra, datada del Cretaci primerenc, l'altra, prop de Lourinhã, de finals del Juràssic. Antunes & Mateus, consideren que el més probable pertany a Juràssic superior. L'espècie tipus D. zbyszewskii, va ser dedicada en honor del paleontòleg George Zbyszewski.
L'holotip of D. zbyszewsii és un esquelet parcial que consisteix en la caixa costal amb 30 vèrtebres dorsals i 5 escuts dermales.